# Lewis (satélite)
Lewis fue el nombre de un satélite artificial de la NASA lanzado el 23 de agosto de 1997 mediante un cohete Minotaur desde la base de Vandenberg. Falló poco después de entrar en órbita y reentró en la atmósfera el 28 de septiembre del mismo año.
Lewis fue una misión del programa SSTI (Small Spacecraft Technology Initiative, Iniciativa tecnológica para naves pequeñas) de la NASA diseñada para demostrar nuevas tecnologías.
La nave se estabilizaba en los tres ejes y se alimentaba mediante paneles solares, produciendo hasta 600 vatios de potencia. El sistema de propulsión utilizaba hidracina. La carga útil incluía:
- Earth imaging Hyperspectral Imager (HSI): una cámara de 384 bandas espectrales y una resolución de 30 m/pixel para fotografiar sectores de 13 km de ancho.
- Linear Etalon Imaging Spectral Array (LEISA): una cámara de 256 canales y una resolución de 300 m/pixel para fotografiar sectores de 77 km de ancho.
- Ultraviolet Cosmic Background (UCB)

Además la nave llevaba un refrigerador de pulsos de tubo, una grabadora de estado sólido, un bus de datos de fibra óptica, determinación de la actitud mediante GPS, un rastreador de estrellas de campo ancho, un volante de inercia suspendido magnéticamente y una estructura ligera con control térmico integrado.
Tras el lanzamiento el satélite comenzó a girar sobre sí mismo sin control y se quedó sin energía eléctrica debido a que los paneles solares no fueron capaces de recargar las baterías. Se declaró fallido el 25 de agosto de 1997.